# Morten Bakke
Pour les articles homonymes, voir Bakke.
Morten Bakke, né le 16 décembre 1968 en Norvège, est un footballeur norvégien, qui évoluait au poste de gardien de but au Molde FK et en équipe de Norvège.

## Carrière
- 1991-1998 : Molde FK
- 1998-1999 : AFC Wimbledon
- 1999-2001 : Molde FK
- 2001-2002 : Vålerenga IF
- 2003-2004 : Raufoss IL
- 2005 : Hønefoss BK

## Palmarès

### En équipe nationale
- 2 sélections et 0 but avec l'équipe de Norvège entre 2000 et 2001.

### Avec Molde FK
- Vainqueur de la Coupe de Norvège de football en 1994.

### Avec Vålerenga IF
- Vainqueur de la Coupe de Norvège de football en 2002.